# Kaibun
Kaibun (jap. 回文, wörtlich etwa „Drehsatz“) sind die japanische Entsprechung des Satzpalindroms. Es handelt sich dabei um einen Satz oder eine Phrase, der bzw. die vorwärts und rückwärts gelesen gleich lautet – jedoch bezogen auf die japanischen Silben (genauer Moren), nicht auf die Buchstaben der westlichen Umschrift.

## Beispiele
- shi-n-bu-n-shi (しんぶんし): „Zeitungspapier“
- ta-ke-ya-bu ya-ke-ta (たけやぶやけた): „Der Bambushain hat gebrannt“
- wa-ta-shi ma-ke-ma-shi-ta-wa (わたしまけましたわ): „Ich habe verloren“
- ko-na-n he-n na ko (こなんへんなこ): „Conan, ein seltsamer Junge“ (Name einer Episode aus der Serie Detektiv Conan).
- na-ru-to wo to-ru-na (なるとをとるな): „Nimm nicht Naruto“ (aus einem Manga)
- shi-na-mo-n pa-n mo re-mo-n pa-n mo na-shi (しなもんぱんもれもんぱんもなし): „weder Zimtbrot noch Zitronenbrot.“
- yo-no-na-ka, ho-ka-ho-ka na-no-yo (よのなか、ほかほかなのよ): „Die Welt ist ein warmer Ort.“